# 地代家賃統制令
地代家賃統制令（ちだいやちんとうせいれい、昭和14年10月18日勅令第704号、昭和15年10月19日勅令第678号、昭和21年9月28日勅令第443号）は、過去に実施されていた日本の勅令で、地代と家賃の額の値上げを統制し、国民生活を安定しようとするものであった。地代家賃統制令は3回にわたって制定されており、最初の2回は1939年（昭和14年）と1940年（昭和15年）にいずれも国家総動員法に基づく勅令として制定された。戦後の占領下では1946年（昭和21年）にポツダム勅令として制定され、これは平和条約発効後も法律としての効力を継続したが、改正で統制の対象が縮小され、1960年代に入ると廃止が提案されるようになり、最終的に1986年（昭和61年）12月31日まで効力を有していた。

## 解説
国民生活の安定をはかって戦争を遂行するため、1938年（昭和13年）8月4日に、家賃の値上げを自粛することを求められた。この指示に強制力を持たせるために国家総動員法に基づく勅令として定められたのが、最初の地代家賃統制令（昭和14年勅令第704号）である。同令は1939年（昭和14年）12月28日に施行されて、既存の借地借家の賃貸料は1938年（昭和13年）8月4日付で凍結されることとなり（停止統制額）、翌1939年（昭和14年）10月19日まで効力を有した。同年に再び国家総動員法に基づき制定された地代家賃統制令（昭和15年勅令第678号）は1940年（昭和15年）10月20日から施行され、新たに契約される地代家賃も統制の対象とされた（認可統制額）。
戦後、1945年（昭和20年）12月に制定された国家総動員法及戦時緊急措置法廃止法律（昭和20年法律第44号）による国家総動員法廃止に伴って昭和15年勅令第678号は翌1946年（昭和21年）に効力を喪失したが、同年にいわゆるポツダム命令の形で制定され（昭和21年勅令第443号）、民生安定のために統制が継続された。当時は敗戦直後のインフレーションの進行中で、統制のため、新規に借家を建設すると採算が合わなくなって問題とされた。そこで、1950年（昭和25年）に改正され、新築住宅と非住宅は統制対象から外された。戦前は大都市にある住宅の7～8割が借家であったが、戦後はその比率がほぼ逆転しているが、逆転の一因はこの地代家賃統制令にあったとされている。
1952年（昭和27年）のサンフランシスコ講和条約の発効後も、ポツダム宣言の受諾に伴い発する命令に関する件に基く経済安定本部関係諸命令の措置に関する法律（昭和27年法律第88号）第4条により、物価統制令と並んで法律としての効力を有することとされた。その後、1956年（昭和31年）の改正で、延べ面積が100平方メートルを超える住宅も統制外とされ、1960年代に入ると、統制の意味が薄くなり、家主に犠牲を強いているとして廃止が提案されたが、国会を通過できなかった。ようやく1985年（昭和60年）に至り、許可、認可等民間活動に係る規制の整理及び合理化に関する法律（昭和60年法律第102号）25条により設けられた地代家賃統制令24条の2により、1986年（昭和61年）12月31日限りで効力を失うこととなった。